# サーティーン/13 誘拐事件ファイル
『サーティーン/13 誘拐事件ファイル』（サーティーン ゆうかいじけんファイル、原題：Thirteen）は、イギリスBBCのテレビドラマ。2020年に日本でもリメイクされた。
このシリーズは、セラーに13年間監禁されていたが脱出した26歳の女性、アイビー・モクサム（ジョディ・カマー ）と、家族への影響を中心に取り上げている。 
最初のエピソードは、2016年2月28日にインターネットテレビチャンネルのBBC Threeでリリースされ、各エピソードはリリースから1週間後の3月6日よりBBC Twoでも放送された。また、同年6月23日には米国のBBCアメリカで放送を開始。サウジアラビアとその他の中近東では、同年8月中旬に放送を開始した。 
2016年3月27日に脚本のマーニー・ディケンズ (Marnie Dickens) は、1回限りのミニシリーズになることを意図していたため、2回目のシリーズはないと述べている。

## 日本リメイク版
2020年に日本でリメイクされ、東海テレビ・フジテレビ系のオトナの土ドラ枠で放送。詳細は「13 (テレビドラマ)」を参照。主演は桜庭ななみ。

## キャスト
- アイビー・モクサム　-　ジョディ・カマー [1]
- ティム・ホブソン　-　アネリン・バーナード
- リサ・マーチャント　-　ヴァリーン・ケイン
- エリオット・カーン　-　リチャード・ランキン
- クリスティーナ・モクサム　-　ナターシャ・リトル
- アンガス・モクサム　-　スチュアート・グラハム
- マーク・ホワイト　-　ピーター・マクドナルド
- クレイグ・ワッツ　-　ジョー・レイトン
- エマ・モクサム　-　キャサリン・ローズ・モーリー
- エロイーズ・ワイ　-　エレノア・ワイルド
- バリッジ　-　アリヨン・バカレ
- ヘンリー・ストーン　-　ニコラス・ファレル
- ヤズ・ホブソン　-　ケミ＝ボー・ジェイコブズ
- ソフィア・マリン　-　メリナ・マシューズ
- アリア・サイムス　-　チポ・チョン
- ハロルド・ウィンターズ　-　コリン・メイス
- アンジェラ・ヒル　-　スゼット・ルウェリン
- ジェシー　-　チャールズ・ババローラ

## 製作
シリーズはブリストルで撮影された。フィナーレはブリストル郊外のロックリーズ郊外の家を舞台にしており、ショーでは名前で言及されているパーダウンBTタワーをフィーチャーしている。 
タイトル曲は、 Dark Dark DarkのアルバムWild Goの「In Your Dreams」。最後のエピソードは、ビリー・マーテンによるロイヤル・ブラッドの「アウト・オブ・ザ・ブラック」のカバーを特集している。

## DVDのリリースとストリーミング
13は、イギリスとアイルランドのリージョン2のDVDで2016年4月18日に2エンターテインからリリースされ、  2016年8月2日にエイコーンDVDとBBC DVDを介してアメリカとカナダのリージョン1でリリースされた 。2016年9月7日にはオーストラリアの地域4でリリース。  このシリーズは、2017年1月27日に配信会社PolybandからドイツでDVDとしてリリースされた。  
このシリーズは、 Amazon Video  経由でストリーミングまたは購入することもでき、2020年半ばまでBBC iPlayerでストリーミング閲覧可能。 